# Ludesse
Ludesse ist eine französische Gemeinde mit 495 Einwohnern (Stand 1. Januar 2022) im Département Puy-de-Dôme in der Region Auvergne-Rhône-Alpes (vor 2016 Auvergne). Sie gehört zum Arrondissement Issoire und zum Kanton Le Sancy (bis 2015 Champeix).

## Lage
Ludesse liegt etwa 20 Kilometer südsüdöstlich von Clermont-Ferrand in der Limagne. Umgeben wird Ludesse von den Nachbargemeinden Saint-Sandoux im Norden, Plauzat im Osten, Champeix im Süden und Südosten, Montaigut-le-Blanc im Süden sowie Olloix im Westen und Nordwesten.

## Bevölkerungsentwicklung
| Jahr                       | 1962 | 1968 | 1975 | 1982 | 1990 | 1999 | 2006 | 2013 |
| Einwohner                  | 327  | 294  | 246  | 267  | 301  | 352  | 426  | 485  |
| Quellen: Cassini und INSEE |      |      |      |      |      |      |      |      |

## Sehenswürdigkeiten
- Kirche Sainte-Anne
- Kirche Saint-Étienne im Ortsteil Chaynat